# Palm Springs (Florida)
Palm Springs je sídlo v okrese Palm Beach County na Floridě ve Spojených státech amerických, která se nachází přibližně 98 km severně od Miami. Název obce byl pravděpodobně odvozen od letoviska Palm Springs v Kalifornii. Palm Springs se nachází ve východní a střední části okresu, leží severně od Atlantis, východně od Greenacres, západně od Lake Clarke Shores a Lake Worth Beach a jihozápadně od West Palm Beach. Při sčítání lidu ve Spojených státech v roce 2010 zde žilo 18 928 obyvatel, při sčítání lidu v roce 2020 se jejich počet zvýšil na 26 890. Palm Springs se také nachází v metropolitní oblasti Miami, která měla v roce 2020 přibližně 6 138 333 obyvatel.

## Historie
William A. Boutwell provozoval od roku 1927 na 2 hektarech půdy v dnešním Palm Springs mléčnou farmu. Ta se před jeho odchodem do důchodu v roce 1956 rozrostla na přibližně 280 ha. O rok později, 31. května 1957, schválil floridský zákonodárný sbor statut, kterým byla obec Palm Springs zřízena jako 30. obec okresu Palm Beach. V době založení se obec skládala pouze ze zemědělské půdy a mlékárny a byla bez stálých obyvatel. Již o rok později však bylo postaveno přibližně 800 domů, v letech 1959–1970 byly v Palm Springs nebo v jeho blízkosti postaveny čtyři školy a v roce 1960 byla postavena první radnice.
Od roku 1998 se Palm Springs neustále rozšiřuje prostřednictvím akvizic pozemků a během několika desetiletí se rozloha obce i počet jejích obyvatel více než zdvojnásobil. V té době také vedení obce začalo plánovat výstavbu nového obecního komplexu, který byl otevřen v polovině roku 2000. Do roku 2010 se Palm Springs stalo první obcí v okrese Palm Beach County, v níž většinu obyvatel tvoří obyvatelé hispánského nebo latinskoamerického původu. V obci se nachází také středisko Fulton-Holland Educational Services Center, sídlo školského obvodu okresu Palm Beach County. 